# Budujemy mosty
Budujemy mosty – teleturniej młodzieżowy, wyprodukowany przez Fajgel sp. z o.o., dla regionalnej TVP3 Wrocław, wielokrotnie emitowany na antenach innych stacji z sieci regionalnych TVP3, a także TVP1 i TVP Polonia. Podczas teleturnieju, w którym rywalizowały dwie drużyny, reprezentujące dwie wybrane szkoły podstawowe, uczestnicy „odbudowywali most”. Drużyna składała się z trzech członków reprezentujących domeny: umysłu, serca i siły, z trybun w studio dopingowała je kilkudziesięcioosobowa reprezentacja szkoły. Po każdej konkurencji, drużyna która ją wygrała losowała nagrody rzeczowe oraz otrzymywała jeden z siedmiu fragmentów mostu. Wygrywała drużyna, która ułożyła najwięcej fragmentów. Gospodarzem programu był Mariusz Kiljan. W trakcie programu wcielał się on w rolę starosty zgodnie z tekstem:
"Budujemy mosty dla pana starosty"
pochodzącym z jednej z dziecięcych wyliczanek. Program posiadał swoją piosenkę czołówkową która była śpiewana przez dzieci.
Zadania wykonywane przez zawodników:
- Płoszenie szkodnika – O tym kto zaczynał konkurencję decydował rzut dwukolorową monetą odpowiadająca kolorom drużyn. Zadanie polegało na jak najgłośniejszym krzyku drużyny. Wygrywała drużyna, która osiągała lepszy wynik w postaci gromów.
- Hasło na dziś – Należało rozszyfrować tajne hasło w postaci rebusu. Drużyna, która znała odpowiedź dzwoniła dzwonkiem.
- Harce – Drużyny musiały pokonać tor przeszkód. Dwa warianty:
  - Jadowity wąż – Przedstawiciel drużyny musiał pokonać tor na jednej nodze okrążając pień i włożyć bosą stopę do zbiornika z wodą.
  - Jajo smoka – Drużyna musiała pokonać rozbudowany tor przeszkód przenosząc jajo smoka na noszach.
- Złośliwe echo – Należało odgadnąć nazwę utworu i wykonawcę utworu. Drużyna, która znała utwór i wykonawcę dzwoniła dzwonkiem. Utrudnienie polegało na tym, że utwór, który drużyny miały odgadnąć, był zniekształcony.
- Zagadka wiedźmy – Drużyny musiały rozwiązać zagadkę wiedźmy. Drużyna, która znała odpowiedź na zagadkę wiedźmy dzwoniła dzwonkiem.
- Alchemik – Drużyny musiały odpowiedzieć na zagadkę fizyczną lub chemiczną. Drużyna, która znała odpowiedź dzwoniła dzwonkiem.

Twórcami programu są: Dariusz Dyner, Witold Świętnicki i Leszek Turowski